# John Hervey, 1. hrabě z Bristolu
John Hervey, 1. hrabě z Bristolu (John Hervey, 1st Earl of Bristol, 1st Baron Hervey of Ickworth) (27. srpna 1665, Bury St Edmunds, Suffolk, Anglie – 20. ledna 1751, Ickworth House, Suffolk, Anglie) byl britský šlechtic a politik. Měl původ ve venkovské šlechtě, ale přátelství s rodinou vévody Marlborougha a podpora změn na trůně ve prospěch protestantských dynastií v letech 1688 a 1714 mu vynesly tituly barona (1703) a hraběte z Bristolu (1714). Jeho potomci v několika generacích patřili k přední šlechtě Velké Británie a nakonec dosáhli titulu markýzů z Bristolu.

## Životopis

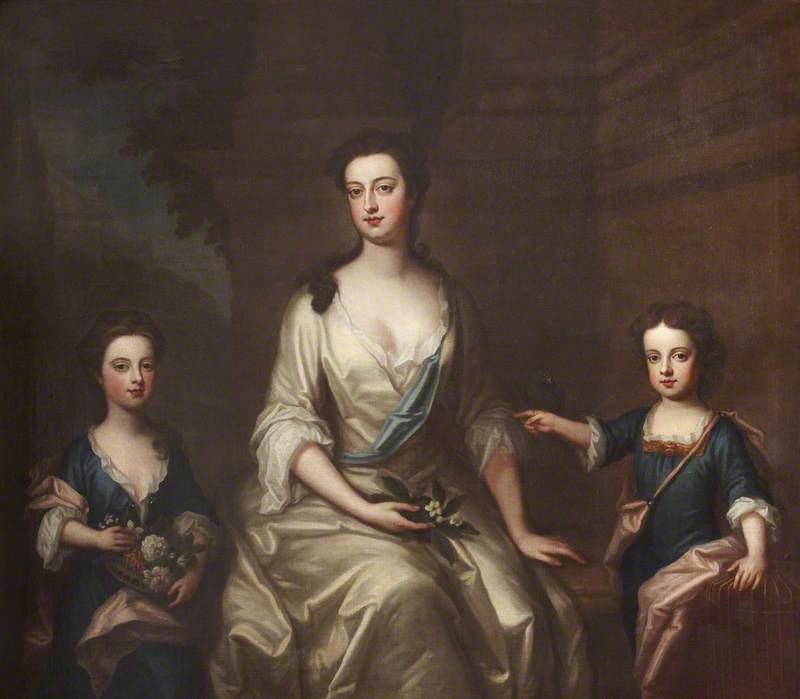
Elizabeth Felton, druhá manželka 1. hraběte z Bristolu, s dětmi - dvojčaty Henriettou (1703–1712) a Charlesem (1703–1783)

Pocházel ze starobylého šlechtického rodu Herveyů, narodil se jako druhorozený syn poslance Sira Thomase Herveye (1625–1694), jeho starší bratr William zemřel v dětství. Studoval v Cambridge, v roce 1688 podpořil nástup Viléma Oranžského na trůn. V letech 1694–1703 byl poslancem Dolní sněmovny, politicky patřil k whigům. Díky přátelství s rodinou vévody Marlborougha získal v roce 1703 titul barona a vstoupil do Sněmovny lordů. V roce 1714 vítal v Greenwichi nového krále Jiřího I. a při příležitosti jeho korunovace byl povýšen na hraběte z Bristolu. Veřejným aktivitám se ale nadále vyhýbal, věnoval se správě svých statků v Suffolku a úpravám oblíbeného rodového sídla Ickworth House, kde také zemřel.
Byl dvakrát ženatý a oběma sňatky významně rozšířil svůj majetek. Jeho první manželkou byla od roku 1688 Isabella Carr (1669–1692), dcera a univerzální dědička ministra Sira Roberta Carra, který vlastnil rozsáhlé statky v Lincolnshire se zámkem Aswarby Hall. Podruhé se oženil v roce 1695 s Elizabeth Felton (1676–1741), která byla dědičkou části majetku rodu Howardů v linii hrabat ze Suffolku. Elizabeth byla v letech 1727–1737 hofmistryní královny Karolíny.
Z prvního manželství pocházel nejstarší syn lord Carr Hervey (1691–1723), který byl poslancem Dolní sněmovny, ale zemřel předčasně. Před otcem zemřel i první syn z druhého manželství lord John Hervey (1696–1743), který zastával úřady u dvora a ve vládě. Další synové Thomas Hervey (1699–1775) a Felton Hervey (1711–1773) byli dlouholetými členy Dolní sněmovny. Dědicem hraběcího titulu se stal vnuk George Hervey a po něm pak jeho dva mladší bratři.